# Benoît-Gilles Dufourd
Benoît-Gilles Dufourd (* 13. Mai 1984 in Annemasse) ist ein ehemaliger französischer Skilangläufer.

## Werdegang
Dufourd nahm von 2002 bis 2011 vorwiegend am Skilanglauf-Continental-Cup und am Skilanglauf-Alpencup teil. Sein erstes von insgesamt 13 Weltcuprennen lief er im Januar 2006 in Oberstdorf, welches er auf dem 33. Platz im Skiathlon beendete. Bei den U23-Weltmeisterschaften 2006 in Kranj belegte er den 18. Platz über 15 km klassisch und den 16. Rang im Skiathlon. Sein bestes Ergebnis bei der Winter-Universiade 2007 in Pragelato war der sechste Platz im Skiathlon. Bei den U23-Weltmeisterschaften 2007 in Tarvisio errang er jeweils den 28. Platz über 15 km Freistil und im Skiathlon. Im Februar 2009 erreichte er in Schilpario mit dem zweiten Platz über 15 km Freistil seine erste Podestplatzierung im Alpencup. Im Jahr 2010 gewann er den La Foulée Blanche und wurde beim Alpencup in Campra Dritter über 15 km Freistil. In seiner letzten aktiven Saison 2010/11 kam er bei der Tour de Ski 2010/11 auf den 34. Platz. Dabei holte er im Val di Fiemme mit dem 26. Platz bei der Abschlussetappe seine ersten und einzigen Weltcuppunkte. Bei den nordischen Skiweltmeisterschaften 2011 in Oslo belegte er den 49. Platz über 15 km klassisch.